# ميسيل داغوستينو
ميسيل داغوستينو (بالإسبانية: Ángel D'Agostino)‏ هو عازف بيانو وملحن ومغني أرجنتيني، ولد في 25 مايو 1900 في بوينس آيرس في الأرجنتين، وتوفي بنفس المكان في 15 يناير 1991.

## وصلات خارجية
- أنخيل داغوستينو على موقع ميوزك برينز (الإنجليزية)
- أنخيل داغوستينو على موقع ديسكوغز (الإنجليزية)